# Фиск, Сьюзен
Сьюзен Фиск (Susan T. Fiske; род. 19 августа 1952, США) — американский социальный психолог. Доктор философии (1978), именной профессор Принстона, где трудится с 2000 года, член Американского философского общества (2014) и НАН США (2013), членкор Британской академии (2011). Количественный анализ, опубликованный в 2014 году, определил, что она заняла 22-е место среди самых выдающихся исследователей современной психологии (12-е место среди ныне живущих, 2-е место среди женщин [на 1-м месте — её научный руководитель, Шелли Тейлор]).

## Биография
Дочь психолога Donald W. Fiske и его супруги Барбары. Брат — антрополог Alan Fiske.
Выросла в чикагском Гайд-Парке.
Окончила Гарвард (бакалавр) и там же получила степень доктора философии по социальной психологии (1978).
С 2000 года в Принстоне, ныне именной профессор (Eugene Higgins Professor).
Феллоу Американской академии искусств и наук. Являлась членом Совета НАН США.
Президент Federation of Associations in Behavioral & Brain Sciences.
Редактор Annual Review of Psychology. Состоит в редколлегии PNAS.
Супруг — социолог Douglas Massey, также профессор Принстона, член НАН США, Американского философского общества и Американской академии искусств и наук.

## Награды и отличия
- 2004 — Harvard Centennial Medal[англ.];
- 2009 — Гуггенхаймовский стипендиат;
- 2009 — William James Fellow Award[англ.];
- 2010 — APA Award for Distinguished Scientific Contributions to Psychology[англ.];
- 2019 — BBVA Foundation Frontiers of Knowledge Award (2019, совместно с Шелли Тейлор, с которой сотрудничает с 1972 года)[10][11].

Почётный доктор бельгийского UCLouvain, Лейденского университета, швейцарского Базельского университета.